# Sport Club Alcamo 1994-1995
La stagione 1994-1995 dello Sport Club Alcamo è stata la prima disputata in Serie A1 femminile.
Sponsorizzata dalla Sicilgesso, la società trapanese si è classificata all'ottavo posto in A1 e ha partecipato ai play-off per lo scudetto.

## Verdetti stagionali
Competizioni nazionali
- Serie A1:

stagione regolare: 8º posto su 14 squadre (14-12);
play-off: eliminata ai quarti di finale da Como (0-2).

## Rosa
| Giocatrici |
| ---------- |

| N° | Naz.                   | Ruolo | Sportivo           | Anno | Alt. |  |
| -- | ---------------------- | ----- | ------------------ | ---- | ---- |  |
|    | Italia (bandiera)      | G     | Claudia Barzaghi   | 1973 | 175  |  |
|    | Italia (bandiera)      |       | Antonella Collini  | 1967 |      |  |
|    | Stati Uniti (bandiera) | G     | Cynthia Cooper     | 1963 | 178  |  |
|    | Italia (bandiera)      | P     | Adalgisa Impastato | 1974 | 178  |  |
|    | Stati Uniti (bandiera) | C     | Tammy Jackson      | 1962 | 190  |  |
|    | Stati Uniti (bandiera) | C     | Lisa Leslie        | 1972 | 196  |  |
|    | Italia (bandiera)      |       | Deborah Liotti     |      |      |  |
|    | Italia (bandiera)      | PG    | Eleonora Magaddino | 1975 | 168  |  |
|    | Italia (bandiera)      |       | Rosalia Messina    | 1976 |      |  |
|    | Italia (bandiera)      |       | Teresa Pitò        |      |      |  |
|    | Italia (bandiera)      |       | Cleide Urlando     |      |      |  |
|    | Italia (bandiera)      | A     | Loretta Vaccaro    | 1973 | 180  |  |
|    | Italia (bandiera)      | PG    | Francesca Zara     | 1976 | 177  |  |

| Staff tecnico            |
| ------------------------ |
| Allenatore: Vito Pollari |

## Statistiche
| Giocatrice | Gare | Punti | Minuti | Tiri da due | Tiri da due | Tiri da due | Tiri da tre | Tiri da tre | Tiri da tre | Tiri liberi | Tiri liberi | Tiri liberi | Rimbalzi | Rimbalzi | Palle | Palle | Assist | Val. |
| Giocatrice | Gare | Punti | Minuti | R           | T           | %           | R           | T           | %           | R           | T           | %           | O        | D        | P     | R     | Assist | Val. |
| ---------- | ---- | ----- | ------ | ----------- | ----------- | ----------- | ----------- | ----------- | ----------- | ----------- | ----------- | ----------- | -------- | -------- | ----- | ----- | ------ | ---- |
| Cooper     | 28   | 910   | 1107   | 241         | 414         | 58,2        | 61          | 140         | 43,6        | 245         | 292         | 83,9        | 41       | 123      | 117   | 75    | 46     | 779  |
| Leslie     | 16   | 362   | 591    | 137         | 253         | 54,2        | 0           | 0           |             | 88          | 107         | 82,2        | 54       | 133      | 70    | 41    | 6      | 391  |
| Collini    | 28   | 208   | 991    | 87          | 190         | 45,8        | 0           | 1           | 0,0         | 34          | 50          | 68,0        | 49       | 86       | 47    | 35    | 7      | 218  |
| Zara       | 15   | 180   | 450    | 73          | 135         | 54,1        | 5           | 16          | 31,3        | 19          | 31          | 61,3        | 14       | 18       | 25    | 29    | 11     | 142  |
| Impastato  | 27   | 172   | 789    | 37          | 77          | 48,1        | 24          | 72          | 33,3        | 26          | 39          | 66,7        | 8        | 38       | 53    | 45    | 17     | 126  |
| Jackson    | 10   | 113   | 372    | 45          | 76          | 59,2        | 0           | 0           |             | 23          | 37          | 62,2        | 28       | 65       | 31    | 26    | 6      | 162  |
| Barzaghi   | 28   | 104   | 557    | 37          | 81          | 45,7        | 1           | 9           | 11,1        | 27          | 40          | 67,5        | 10       | 33       | 37    | 24    | 6      | 75   |
| Magaddino  | 26   | 56    | 363    | 17          | 41          | 41,5        | 7           | 20          | 35,0        | 1           | 2           | 50,0        | 4        | 19       | 17    | 19    | 1      | 44   |
| Liotti     | 8    | 38    | 123    | 10          | 20          | 50,0        | 4           | 11          | 36,4        | 6           | 12          | 50,0        | 0        | 5        | 11    | 2     | 3      | 14   |
| Vaccaro    | 14   | 17    | 132    | 7           | 20          | 35,0        | 1           | 3           | 33,3        | 0           | 0           |             | 3        | 10       | 3     | 5     | 0      | 17   |
| Pitò       | 8    | 8     | 44     | 4           | 10          | 40,0        | 0           | 0           |             | 0           | 0           |             | 8        | 6        | 5     | 0     | 0      | 11   |
| Urlando    | 6    | 2     | 83     | 1           | 9           | 11,1        | 0           | 0           |             | 0           | 2           | 0,0         | 1        | 6        | 3     | 2     | 0      | -2   |
| Messina    | 6    | 2     | 23     | 1           | 6           | 16,7        | 0           | 6           | 0,0         | 0           | 0           |             | 1        | 3        | 1     | 0     | 0      | -6   |